# Callogobius tanegasimae
Callogobius tanegasimae és una espècie de peix de la família dels gòbids i de l'ordre dels perciformes.

## Morfologia
Els mascles poden assolir els 5,5 cm de longitud total.

## Distribució geogràfica
Es troba al Japó i a les Filipines.